# Cardiochiles gussakovskii
Cardiochiles gussakovskii är en stekelart som beskrevs av Telenga 1949. Cardiochiles gussakovskii ingår i släktet Cardiochiles och familjen bracksteklar. Inga underarter finns listade.